# Montenero Val Cocchiara
Montenero Val Cocchiara (Mundunurë in dialetto locale) è un comune italiano di 460 abitanti della provincia di Isernia in Molise. Fino al XV secolo è stato parte integrante del Giustizierato d'Abruzzo e dell'Abruzzo Citeriore. È un centro agricolo dell'alto bacino del Sangro, confinante con l'Abruzzo, situato in un paesaggio arido, quasi carsico, su un importante colle che si affaccia sulla vallata conosciuta come Pantano della Zittola.
Montenero Val Cocchiara è citato, per la prima volta, in documenti del secolo XI, epoca in cui risulta feudo dell'abbazia di San Vincenzo al Volturno. Fu successivamente dei Borrello (sec. XII-XIII), poi dei Collalto, dei Contelmo (sec. XV) e, nel periodo aragonese, dei di Sangro. Attraverso varie infeudazioni pervenne ai Doria. Il paese ha assunto l'attuale nome nel 1880.

## Storia
Il paese in origine si chiamava Mons Niger e viene citato nel Chronicon Vulturnense nel 975 come appartenenza dell'abbazia di San Vincenzo al Volturno. Successivamente nel 1039 fu sottratto all'abbazia dai feroci conti Borrello insieme a Malacocchiara che era nelle sue vicinanze a circa 3 miglia, oggi di difficile individuazione, comunque doveva trovarsi nella valle del Pantano sulle pendici del monte Corvale. Sono in corso ricerche per la sua individuazione. Nel 1045 fu restituito ai monaci e nessuna notizia se ne ha fino al 12 marzo 1166, quando un certo Jonathas de Mala Cuclaria è presente a Belmonte del Sannio per la sottoscrizione di una donazione fatta con il consenso di Oderisius filius Borrelli. La prima notizia concreta sulla esistenza di una chiesa e della relativa parrocchia (che una volta si chiamava plebs) si ricava da una pergamena che papa Lucio III inviò nel 1182 a Rainaldo, vescovo di Isernia, dove per la prima volta appare il nome attuale del paese: in Monte Nigro plebem S. Mariae. Si tratta certamente dell'attuale S. Maria di Loreto, trasformata ripetutamente nel tempo. Ci si arriva facilmente se si entra nel paese dalla parte di sopra, come probabilmente si faceva una volta seguendo la strada che passa davanti alla cappella rurale della Madonna Incoronata. Superato un arco che era una delle porte del nucleo più antico, si ha l'impressione di essere il protagonista di una scenografica apparizione per ipotetici spettatori che aspettano in basso in un accogliente sagrato tutto in pietra. Una serie di articolati piani inclinati, parapetti e gradonate che recano segni decorativi del XVIII secolo, con sedili in pietra e volute barocche, fanno da contorno alla facciata della chiesa di S. Maria di Loreto. Oltre ad un bel portale del 1782, ha un poderoso campanile che sembra fatto apposta per controllare l'ingresso al suggestivo loggiato che volge a mezzogiorno, sovrastando tutto il paese. Di una incomprensibile epigrafe, ormai completamente abrasa, si legge solo la data, 1570, che potrebbe far riferimento a qualche trasformazione apportata alla chiesa in quel periodo. Assolutamente chiaro, invece, un piccolo stemma italo-sabaudo con la sottostante epigrafe. Ricorda che dopo l'unità d'Italia il campanile fu ricostruito sui ruderi di uno più antico: Questa torre / redimita di sacri bronzi / più solida ed elegante / su le rovine di vecchia e rozza mole / il Municipio edificava / quando / su i rottami di troni infranti / innalzava imperiture / la sua libertà, unità ed indipendenza / la gran Patria italiana / MDCCCLXIII. I troni infranti sono evidentemente quelli borbonici, ma proprio durante tale dominazione in questa chiesa furono realizzate le opere più belle. L'interno ha perso, alla fine del XIX secolo, l'originario soffitto. Forse la chiesa era in cattivo stato già dal 1805 per effetto di quel terremoto che non risparmiò questa parte del territorio molisano. Gli altari sono molto belli e conservano pregevoli lavori di intarsio marmoreo che attestano uno sforzo economico della comunità locale per avvalersi di buoni marmorari di Napoli e, forse, di Pescocostanzo. Il parroco della chiesa ha avuto la cura di sistemare a lato di ognuno di essi sintetiche notizie storico-artistiche, che aiutano anche il più sprovveduto dei visitatori a capire qualcosa di più sulle singole iconografie. Notevolissimo l'altare maggiore del 1754, tra i più belli della provincia, non solo per le ricche decorazioni del paliotto, le plastiche volute capo-altare e le testine di angelo che sovrastano il tabernacolo con la porta dorata realizzata nel laboratorio del napoletano Scipione, ma anche per la notevole balaustra che conserva intatto il piano inclinato del davanzale ricco di intarsi floreali dai colori fantastici.
Sul pilastro del presbiterio vi è un quadro seicentesco con Maria, san Giovanni ed una pia donna davanti alla Croce, dalla quale il Cristo è stato già deposto. Vi sono rappresentati tutti i simboli della passione: i dadi, la borsa con le 30 monete, la scala, la lancia che servì a forare il costato di Cristo, la canna con la spugna di aceto, i chiodi, la colonna della flagellazione, la tenaglia, la lanterna della cattura, la corona di spine ed il gallo del tradimento di san Pietro. Una volta questo quadro era sistemato nell'altare di fondo della navata di sinistra che, realizzato nel 1620 in marmi intarsiati che ricordano i paliotti napoletani di Pescocostanzo, ora ospita un bel crocifisso del XVIII secolo. Gli altri altari di questa navata sono della fine del XVII secolo. Il più originale per il disegno è il primo da sinistra, che ha due belle colonne di pietra intarsiate. Ben lavorati sono i capitelli che reggono un timpano spezzato, all'interno del quale si apre la solita Janua Coeli. Particolare è il quadro, più o meno coevo, in cui san Domenico (con il giglio ed il libro della Regola del suo Ordine) è rappresentato in una icona che viene tenuta dalla Madonna Regina, sants Caterina d'Alessandria e Maria Maddalena. Più avanti è l'altare della Madonna di Loreto (con i santi Giuseppe, Bernardino da Siena, Carlo e Camillo) che è rappresentata per mano di un artista locale vissuto ugualmente a cavallo del XVII-XVIII secolo. Segue l'altare con la Madonna delle Grazie, che dona il latte dal suo seno, con i santi Giuseppe, Giovanni Battista e Donato. L'altra navata accoglie l'altare del 1758 dedicato all'Addolorata con ai lati san Giovanni evangelista che regge il calice con il vino avvelenato che si trasforma in serpentello ed un raro S. Francesco Caracciolo. Appresso vi è l'altare seicentesco di S. Nicola ed in fondo i busti del domenicano San Vincenzo Ferreri, rappresentato come al solito con le ali, e di San Rocco che mostra le sue ferite. Scendendo per via Marracino, superato un bel palazzo dal portale barocco difeso da una saettera sottostante la finestra laterale, si arriva alla curiosa piccola casa dello scalpellino-muratore. È, ovviamente, tutta in pietra, ricca di decorazioni e scritte di ogni genere. Una rappresentazione caricaturale a rilievo dovrebbe essere una sorta di autoritratto che Vincenzo Mannarelli si fece nel 1735, come dice la sottostante scritta: AD MDCCXXXV M. VINCENZO MANNARELLI MURATORE SCARPELLINO. Cinque volte, qua e là, è ripetuta l'immagine dell'aquila bicipide. Singolare il portale decorato con motivi floreali ed una strana figurazione di un paggio in abiti settecenteschi da una parte ed una dama che sembra tenere in mano una conocchia dall'altra.
La parte alta di Montenero Val Cocchiara sembra saper resistere alle violenze urbanistiche che caratterizzano molti paesi circostanti. Anzi, girando per i vari borghi come quello pittoresco del Colle (dove forse era l'antico castello), dai portali, loggette e balconi settecenteschi, si ha l'impressione che una gran quantità di persone, anche straniere, abbiano deciso di fare di Montenero una specie di rifugio tranquillo, conservando ed esaltando le sue caratteristiche ambientali.
Andando via da Montenero non si può fare a meno di vedere il Pantano della Zittola, famoso per le centinaia di cavalli che vi sono allevati allo stato brado e per gli allegri raduni equestri che spesso si tengono nel periodo estivo.

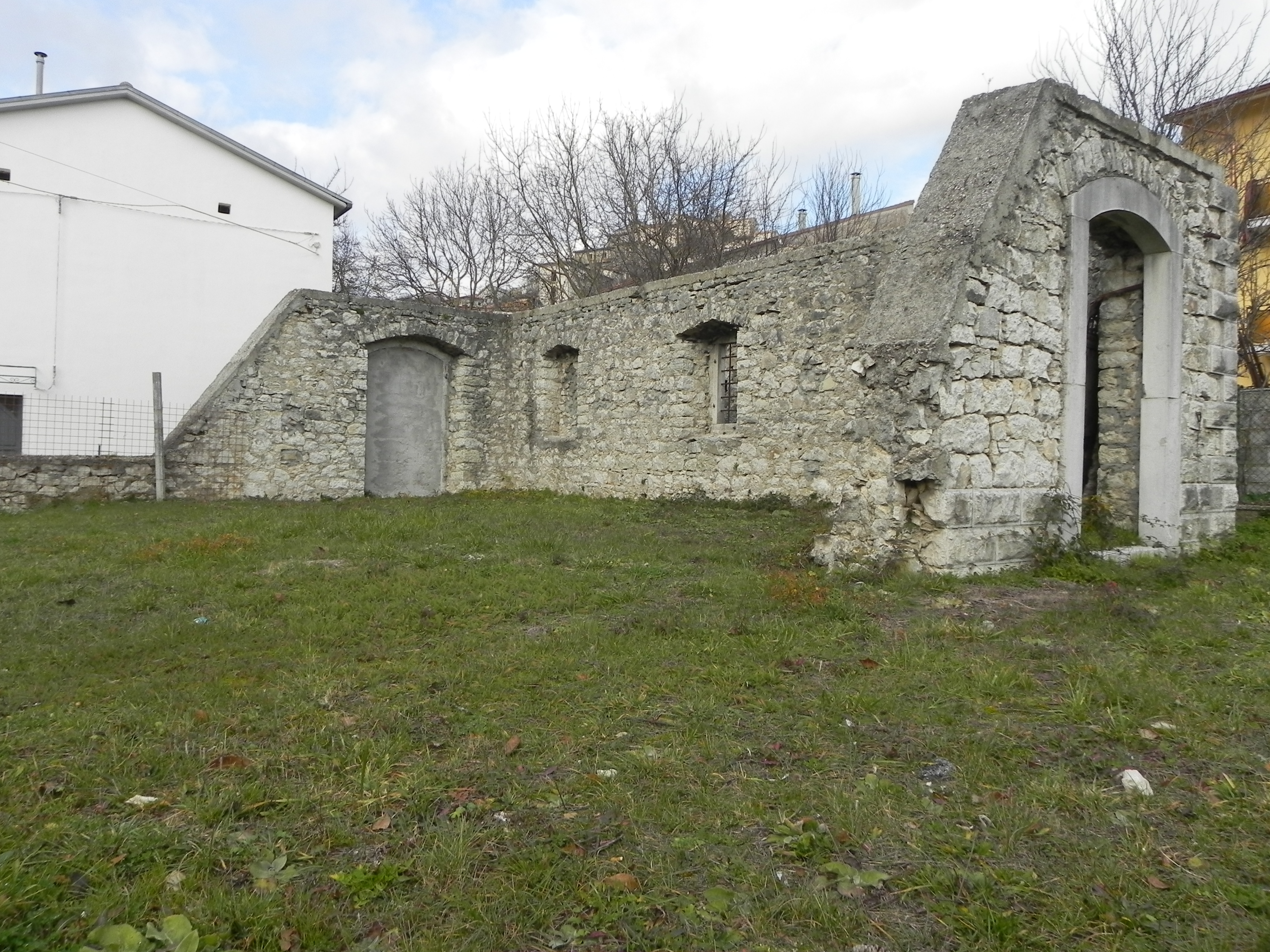
Casa bombardata

### Le guerre del XX secolo
In piazza Municipio si trova l'omaggio ai caduti monteneresi della prima guerra mondiale.
Nel mese di novembre del 1943, durante la seconda guerra mondiale, fu occupata dai Tedeschi che con i collegamenti da Monte Curvale e da Monte Marrone ne fecero un ponte di comunicazione tra Montecassino e l'alto Sangro. Durante tutto il periodo di occupazione la maggior parte degli abitanti del paese dovettero abbandonare le proprie case e rifugiarsi sulle montagne limitrofe per non essere deportate in Germania.

### Simboli
Lo stemma e il gonfalone del comune di Montenero Val Cocchiara sono stati concessi con decreto del presidente della Repubblica del 9 gennaio 2004.
Il gonfalone è un drappo di verde.

## Monumenti e luoghi d'interesse

### Chiesa di Santa Maria di Loreto
La chiesa fu costruita in epoca medievale e rimodellata in epoca rinascimentale. Esempio è la facciata e il portale con cornice classicheggiante. Il campanile è una torre singolare con due archi sulla facciata principale e posteriore per le campane. Il tetto è abbellito da cuspide.
Anche l'interno è rinascimentale con stucchi bianchi.

### Palazzo ducale
Il palazzo passò nelle mani aragonesi (XV secolo) dopo l'abbandono degli Angioini costruttori. Fino al XVIII secolo fu dei Carafa, dei Sangro e dei Caracciolo.
Si tratta di una struttura a forma rettangolare, residenza signorile oggi, con tracce medievali nell'arco che sovrasta la via di accesso, e nelle piccole logge poste sopra l'arco stesso.
Un secondo loggiato è visibile con arcate a tutto sesto.

## Società

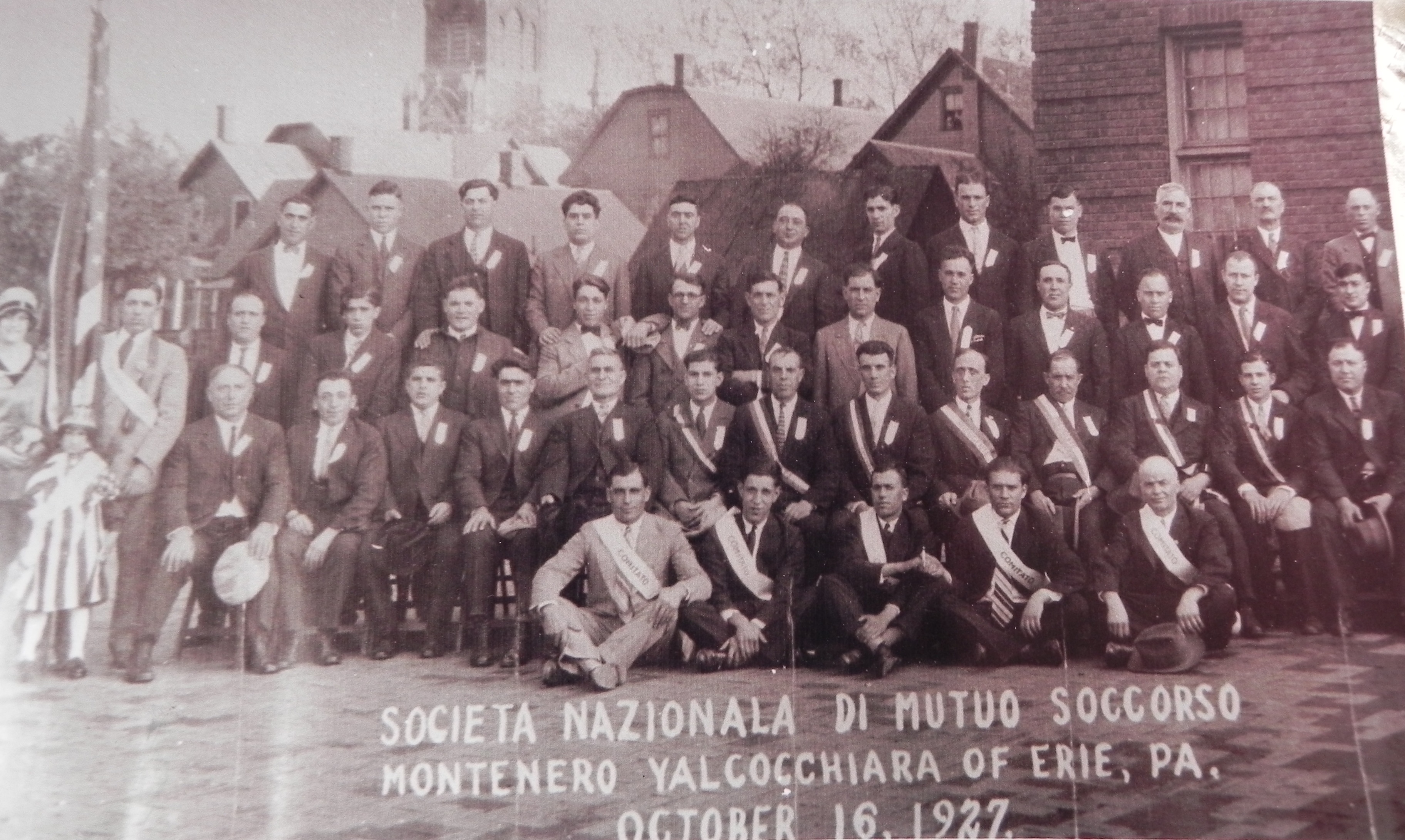
Monteneresi emigrati à Erie

### Evoluzione demografica
Dopo il 1900 cominciò il calo della popolazione del paese. Molti monteneresi sono emigrati negli Stati Uniti e una minoranza ha scelto altri paesi dell'America, ad esempio l'Argentina, dove già c'era una comunità di molisani.
Abitanti censiti

## Stazione ferroviaria
La Stazione di Montenero Valcocchiara apparteneva alla linea Sulmona - Isernia. È stata aperta dal 1897 fino al 2002. Aveva un binario e veniva gestita dalle Ferrovie dello Stato.

## Il Pantano
Il Pantano della Zittola fa parte di un sistema di aree umide dell'alto Molise importante per la sosta e lo svernamento dell'avifauna.
Viene formato dalle grandi piogge e sorgenti sotterranee che inondano 440 ettari di palude a partire dal mese di ottobre fino a maggio, ed è destinato dai cittadini monteneresi alla produzione di foraggio, al pascolo bovino ed equino. Il Cavallo Pentro è una razza equina originaria di questa zona.

## Cultura

### Arte

#### La capsula del tempo di Montenero
È un progetto di arte concettuale durato due anni, dal 2004 al 2005. La capsula del tempo è una cassaforte dove vengono collezionati documenti (come fotografie, fatti, certificati di nascita, articoli ecc) ed oggetti (come utensili, chiavi, libri ed opere d'arte) che messi insieme daranno alle prossime generazioni l'idea di come era la vita quando questa capsula fu messa in opera.

### Dialetto montenerese
Il patrimonio linguistico montenerese è stato raccolto dal prof. Giovanni Mannarelli nel libro Come parlavamo, come parliamo, dove stiamo andando, finito nell'anno 1996. Il libro include un piccolo dizionario del dialetto, proverbi, massime, detti e poesie.
Una caratteristica del dialetto montenerese è la "Metafonési", che consiste nel mutamento del timbro di una vocale per assimilazione a distanza a un'altra in una stessa parola.

#### Proverbi, massime, detti
| Proverbi in montenerese                                  | Significato in italiano                                   |  |
| -------------------------------------------------------- | --------------------------------------------------------- |  |
| Nge sa tenaé traé cice 'ngurpe                           | Dicesi a chi non sa tenere un segreto                     |  |
| Acqua passata ne màcena chieù melìne                     | Un'occasione persa non tornerà più                        |  |
| Chi che la fatìa n'en abbénda che la fame 'nge apparénda | Chi lavora sempre non può temere la fame                  |  |
| Fa le bbéne e scordate, se fiéa 'l male 'rcordate        | Fa bene e dimentica, se fai del male ricordalo            |  |
| Febbrare curte e amare                                   | Febbraio corto e rigido                                   |  |
| Home de vine, ciende a carline                           | L'uomo ubriacone vale ben poco                            |  |
| Male n'en fa, paura n'avaé                               | Chi non fa del male non deve aver paura di niente         |  |
| Saopra al cûtte l'uglie vulùte                           | Su un guaio accaduto ne arriva un altro ancora più grosso |  |
| Ru cuane maòcceca a ru straccieate                       | I guai capitano al poveraccio                             |  |
| Ru vove dice curnute a gliu àsene                        | Criticare altri per quei difetti che noi stessi abbiamo   |  |

## Amministrazione
| Periodo           | Periodo           | Primo cittadino     | Partito         | Carica      | Note |
| ----------------- | ----------------- | ------------------- | --------------- | ----------- | ---- |
| 23 aprile 1995    | 14 giugno 1999    | Carlo Di Nicola     | lista civica    | Sindaco     |      |
| 14 giugno 1999    | 16 aprile 2000    |                     |                 | Comm. pref. |      |
| 16 aprile 2000    | 4 aprile 2005     | Giuseppe Tornincasa | lista civica    | Sindaco     |      |
| 4 aprile 2005     | 29 marzo 2010     | Alessio Zuchegna    | lista civica    | Sindaco     |      |
| 29 marzo 2010     | 31 maggio 2015    | Roberta Orlando     | lista civica    | Sindaco     |      |
| 31 maggio 2015    | 22 settembre 2020 | Filippo Zuchegna    | Svolta civica   | Sindaco     |      |
| 22 settembre 2020 | in carica         | Paolo Santachiara   | Siamo Montenero | Sindaco     |      |

## Sport

### Calcio
La principale squadra di calcio della città è l'A.C. Montenero Calcio che milita nel girone A molisano di Seconda Categoria.

## Galleria d'immagini

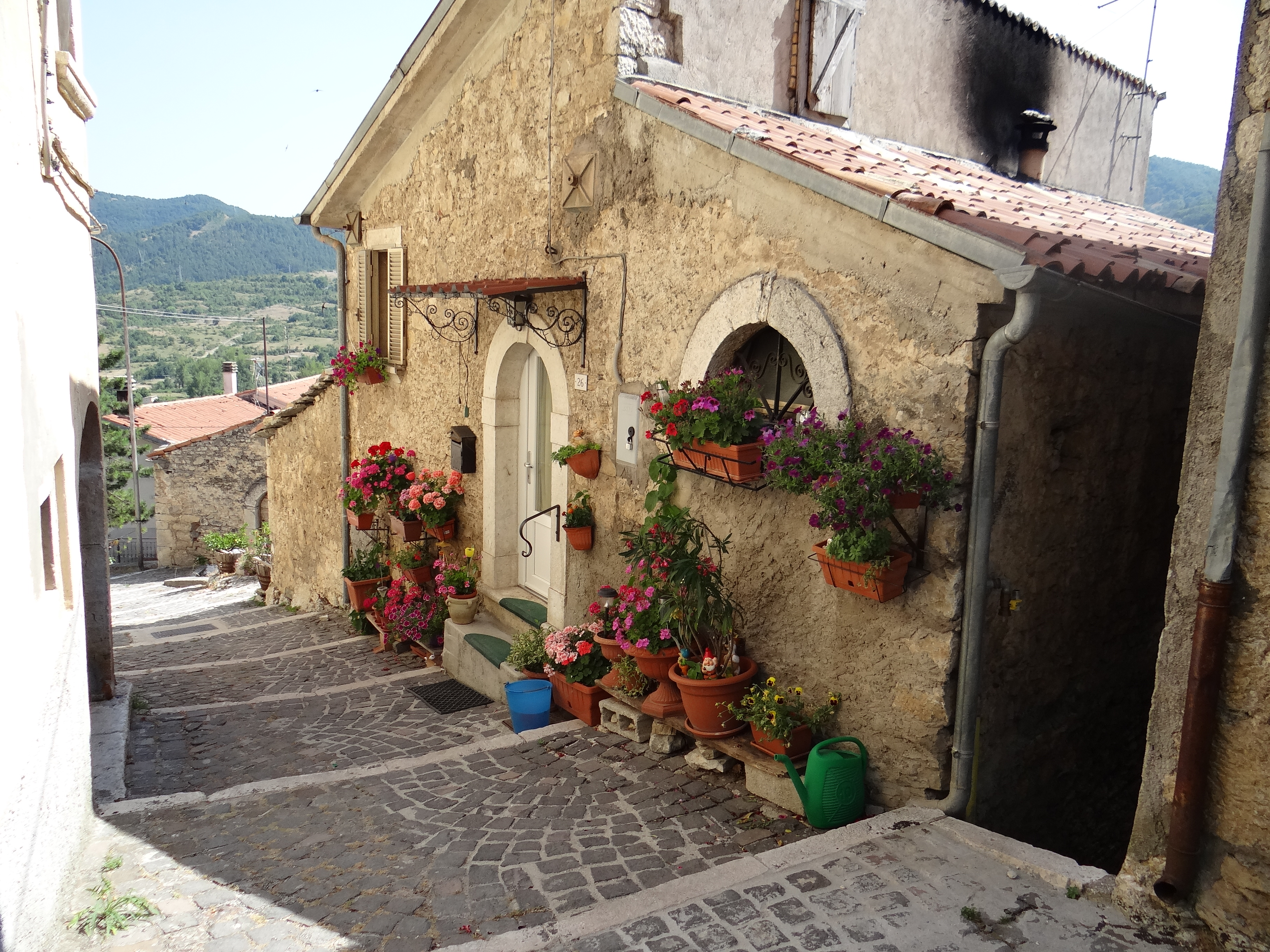
Stradina fiorita in estate
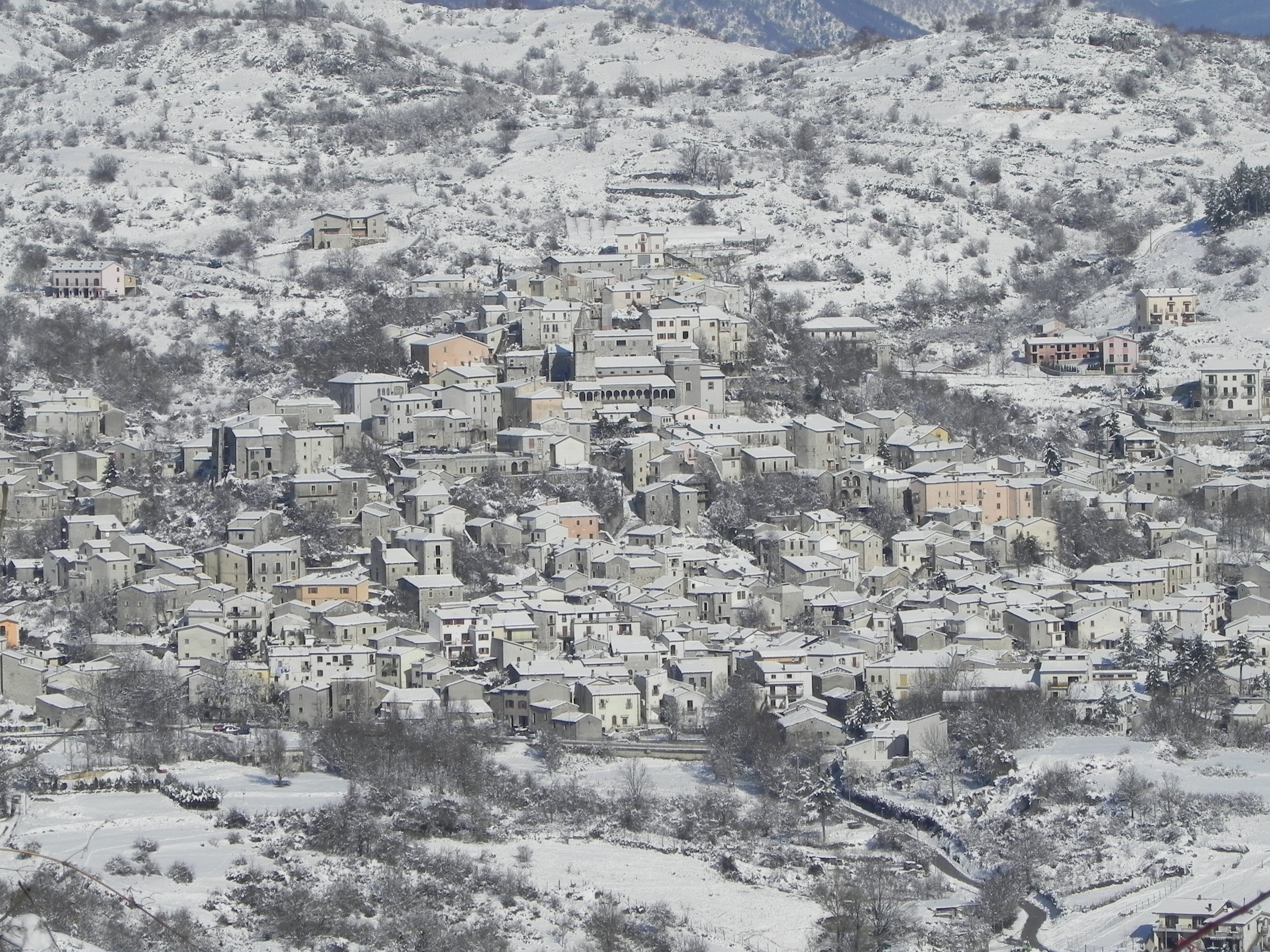
Il paese sotto neve
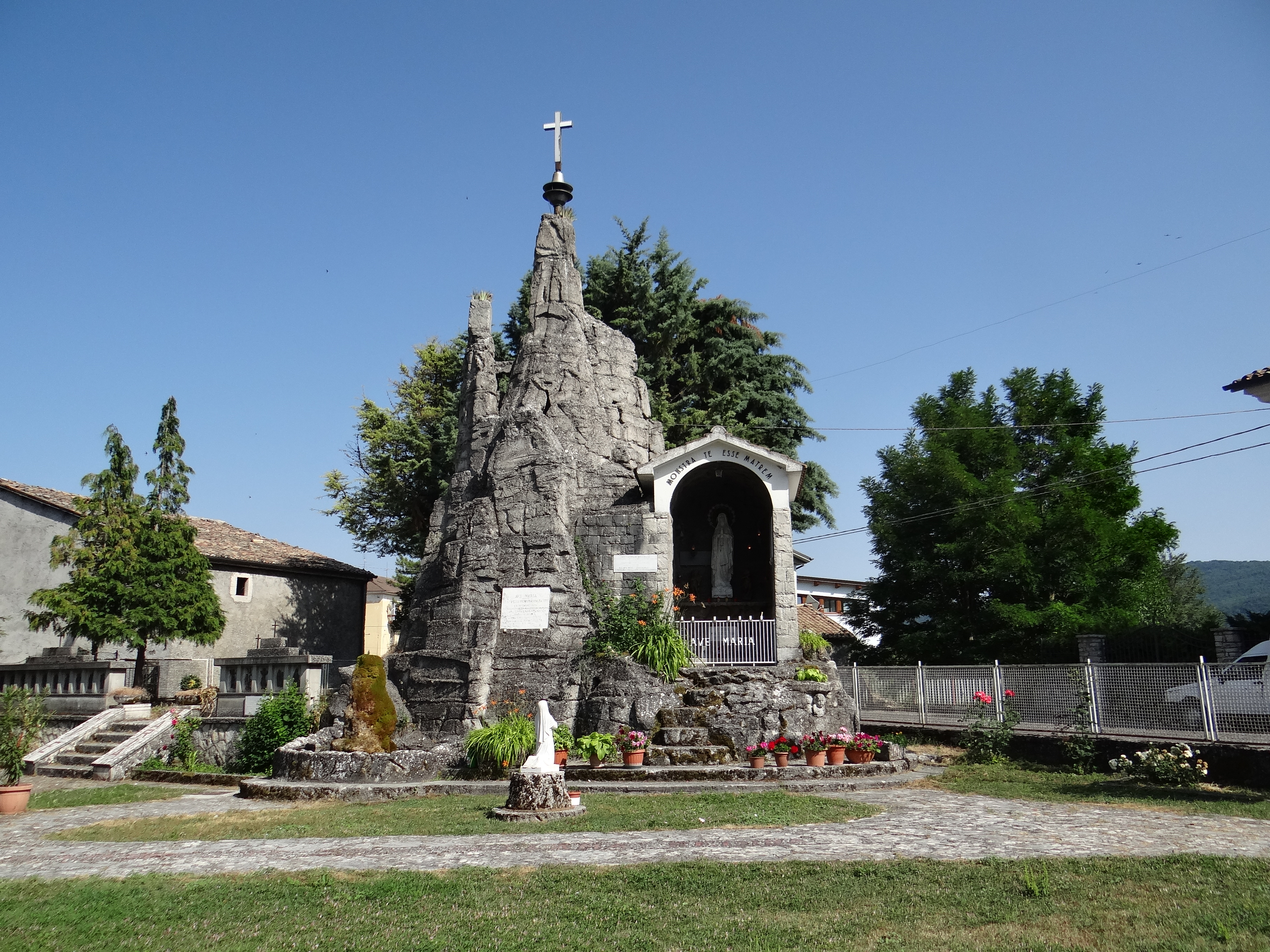
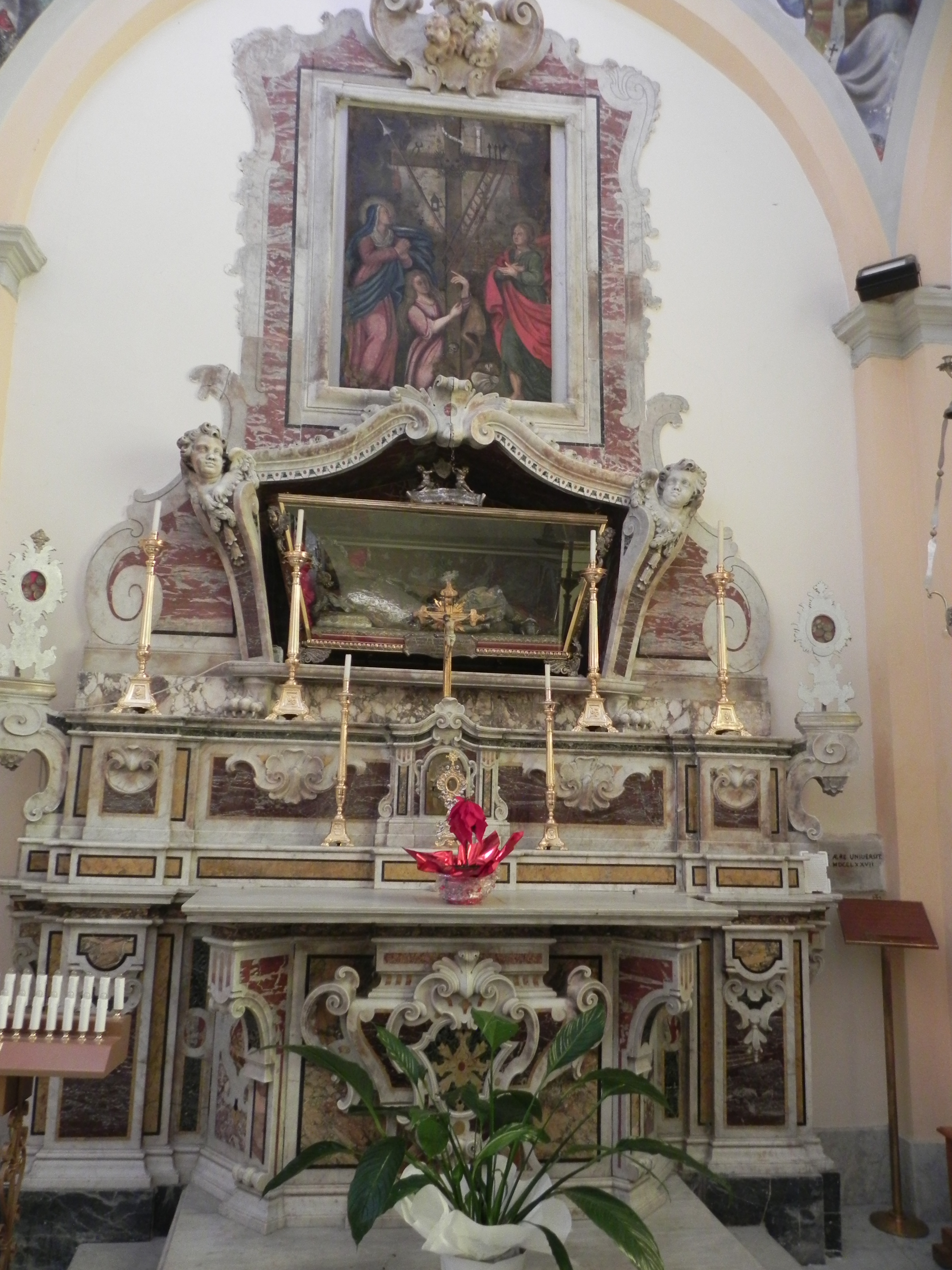
Altare di San Clemente della Chiesa S.Maria di Loreto
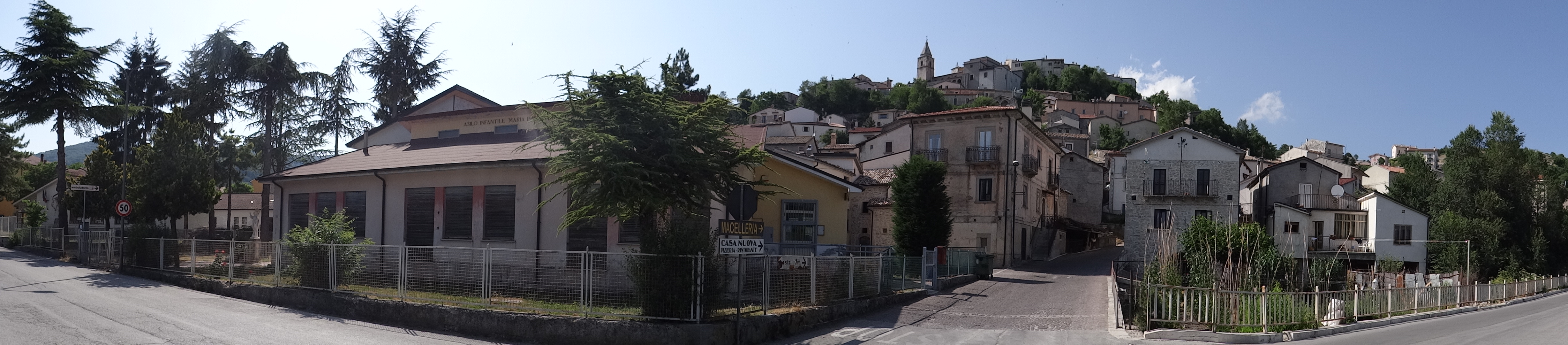
Montenero Val Cocchiara 180º